# Skokomish River
Der Skokomish River ist ein 69 Kilometer langer Fluss auf der Olympic-Halbinsel im US-Bundesstaat Washington.

## Geographie
Der Skokomish River hat seinen Ursprung an der südöstlichen Ecke der Olympic Mountains im Mason County Washingtons. Er fließt in südöstlicher Richtung und mündet schließlich bei Union in den Hood Canal, einem zum Puget Sound gehörenden Fjord. Lake Cushman und Lake Kokanee sind zwei Seen an dem nördlichen Arm des Skokomish River, die seit 1925 durch den Cushman Dam No. 1, beziehungsweise seit 1930 durch den Cushman Dam No. 2 aufgestaut werden. Das Wasser dieses Armes wird fast völlig zur Energieerzeugung abgeleitet und fließt danach direkt zum Hood Canal. Mit dem südlichen Arm trifft sich der Nördliche erst 12 Kilometer später, etwa 14 Kilometer oberhalb der Mündung ins Meer.

## Geschichte
Vor der Errichtung des Cushman Hydroelectric Projects war der Skokomish River Washingtons lachsreichster Fluss. Wie die meisten Flüsse im Pazifischen Nordwesten trägt der Fluss den Namen des Indianerstammes, der an seinem Ufer lebte. Der Name der Skokomish ist aus der Salishan abgeleitet: skokom + ish = "mutige" + "Leute" oder "starke" + "Leute". Die Bedeutung ist im Chinook Jargon dieselbe.
Der Lauf des South Fork Skokomish Rivers wurde stark zum Flößen genutzt, bis das Gebiet in den späten 1980er Jahren zum Nationalforst erklärt wurde.

## Hydrographie
Der United States Geological Survey betreibt im Einzugsgebiet des Skokomish Rivers insgesamt fünf Pegel; einer davon befindet sich unterhalb des Zusammenflusses beider Arme, einer am South Fork und die übrigen im Verlauf des North Forks.
Das Einzugsgebiet des Flusses umfasst am untersten Pegel, etwa 8,5 Kilometer oberhalb der Mündung ins Meer, 588 Quadratkilometer. Davon tragen allerdings 256 Quadratkilometer regelmäßig nur bei, wenn das Wasser nicht zur Energieerzeugung durch Wasserkraft am Cushman Dam No. 2 direkt zum Hood Canal abgeleitet wird. Der Pegel befindet sich rund 6 Kilometer unterhalb des Zusammenflusses beider Arme an der Brücke des U.S. Highways 101.
An diesem Pegel betrug die durchschnittliche jährliche Abflussmenge zwischen 1944 und 2006 rund 34,3 Kubikmeter pro Sekunde, wobei die höchste Abflussmenge am 23. November 1990 mit 1040 Kubikmetern pro Sekunde beobachtet und der niedrigste Wert mit 2,8 Kubikmetern pro Sekunde am 27. und 28. Oktober, sowie zwischen dem 6. und 9. November 1987 gemessen wurde.

## Überflutungen
Der Skokomish River ist einer der flutanfälligsten Wasserläufe in Washington und gilt als einer der ersten Flüsse, der über seine Ufer tritt, wenn es zu Starkregen kommt. Die Kombination der früher extensiv betriebenen Forstwirtschaft, die Aufstauung des North Forks und die typischen im Winter auftretenden Regenfälle sind die Hauptursachen für die regelmäßigen Überschwemmungen. Vom späten Herbst bis zum Beginn des Frühlings kommen die Stürme meist aus Südwesten und laden aufgrund der Topographie der Olympic-Halbinsel die meisten Niederschläge im Einzugsgebiet des Skokomish Rivers ab.
Seit im Jahre 1996 der Fluss U.S. Highway 101 und Washington State Route 106 überflutete und damit ein Team von Fernsehreportern aus Seattle für vier Tage abschnitt, rufen diese Fluten ein erhebliches Echo in den Medien hervor und viele der Reportagen beinhalten seitdem die scherzhafte Frage "Warum überquerte der Lachs die Straße?"
Durch die Dezemberstürme im Pazifischen Nordwesten 2007 entstand eine Überflutung, die am 3. Dezember 2007 den bisherigen höchsten Wasserstand des Skokomish Rivers vom 5. November 1934 übertraf (nicht allerdings den Höchstwert der Abflussmenge). Ein intensiver Regensturm mit tropischer Warmluft war starken Schneefällen am Vortag gefolgt und das Tauwetter hatte die Folgen des Regens verstärkt.